# Yuliya Podolian
Yuliya Podolian –en ucraniano, Юлія Подолян– (28 de junio de 1985) es una deportista ucraniana que compitió en taekwondo. Ganó una medalla de plata en el Campeonato Europeo de Taekwondo de 2010, en la categoría de –57 kg.

## Palmarés internacional
| Campeonato Europeo | Campeonato Europeo      | Campeonato Europeo | Campeonato Europeo |
| Año                | Lugar                   | Medalla            | Categoría          |
| ------------------ | ----------------------- | ------------------ | ------------------ |
| 2010               | San Petersburgo (Rusia) | Medalla de plata   | –57 kg             |